# Stanley Rowley
Stanley Rupert Rowley (ur. 11 września 1876 w Young w Nowej Południowej Walii, zm. 1 kwietnia 1924 w Manly w Nowej Południowej Walii) – australijski lekkoatleta, czterokrotny medalista igrzysk olimpijskich w 1900 w Paryżu.
Był sprinterem. Na igrzyskach olimpijskich w 1900 w Paryżu zdobył brązowe medale w biegu na 60 metrów (za Alvinem Kraenzleinem i Walterem Tewksburym), w biegu na 100 metrów (za Frankiem Jarvisem i Tewksburym) i w biegu na 200 metrów (za Tewksburym i Normanem Pritchardem).
Później koledzy z reprezentacji brytyjskiej namówili Rowleya, by wystartował wraz z nimi w drużynowym biegu na 5000 metrów, ponieważ potrzebowali piątego zawodnika. Byli przekonani, że zwyciężą niezależnie od wyniku Rowleya. Rowley zgodził się pomimo braku doświadczenia w bieganiu na długich dystansach. Została utworzona drużyna mieszana składająca się z czterech Brytyjczyków (Charlesa Bennetta, Johna Rimmera, Sidneya Robinsona i Alfreda Tysoe) oraz Australijczyka Rowleya. Startowały tylko dwa zespoły: drużyna mieszana i Francuzi. Po przebiegnięciu pierwszego okrążenia Rowley zaczął iść i kontynuował marsz, dopóki dziewiąty zawodnik nie przekroczył linii mety. Wówczas sędziowie pozwolili Rowleyowi zejść z bieżni, klasyfikując go na ostatnim, 10. miejscu (brakowało mu wówczas 1500 m do ukończenia konkurencji). Pomimo ostatniego miejsca Rowleya wynik drużyny mieszanej był lepszy od zespołu francuskiego o 3 punkty i w ten sposób Rowley wraz z kolegami zdobył złoty medal olimpijski.
Rowley był mistrzem Australii na 100 jardów i 220 jardów w 1898 i 1900 oraz mistrzem Australazji na tych dystansach w 1897 i 1899.
Rekordy życiowe:
- 100 y – 9,9 s. (1899)
- 100 m – 10,9 s. (1900)
- 220 y – 22,2 s. (1899)